# Tsiazompanirymeer
Het Tsiazompanirymeer (Frans: Lac Tsiazompaniry) is een stuwmeer in Madagaskar, gelegen in de regio Analamanga. De oppervlakte van het meer bedraagt 31 km². Het meer wordt afgesloten door de Tsiazompanirydam in de Varahina-Zuidrivier die uitmondt in de Ikopa.